# Хасич, Айдин
Айдин Хасич (босн. Ajdin Hasić; родился 7 октября 2001) — боснийский футболист, вингер польского клуба «Краковия».

## Клубная карьера
Уроженец боснийского города Бановичи, Хасич начал футбольную карьеру в молодёжной команде местного клуба «Будучност». В 2014 году присоединился к футбольной академии загребского «Динамо». 31 января 2020 года перешёл в турецкий клуб «Бешикташ» и сразу же был отправлен в аренду в другой турецкий клуб «Умраниеспор» до окончания сезона. 15 февраля 2020 года дебютировал в составе «Умраниеспора» в матче против «Болуспора». 21 июня 2020 года забил свой первый гол за команду в матче против клуба «Фатих Карагюмрюк». В августе 2020 года вернулся в «Бешикташ», сыграв за «Умраниеспор» 8 матчей и забив 2 гола в рамках Первой лиги Турции.
13 сентября 2020 года Хасич дебютировал в основном составе «Бешикташа» в матче турецкой Суперилиги  против «Трабзонспора».

## Карьера в сборной
Выступал за сборные Боснии и Герцеговины до 17, до 18, до 19 лет и до 21 года.